# Robert Cazala
Robert Cazala (Bellocq, 7 de enero de 1934-Orthez , 17 de febrero de 2023) fue un ciclista francés de los años 1950-60.

## Biografía
Profesional de 1958 a 1968 disputó durante toda su carrera bajo los colores del mismo equipo: Mercier-BP-Hutchinson. Ganó cuatro victorias de etapa en los ocho Tour de Francia que disputó y llevó un total de seis días el maillot amarillo.

## Palmarés
| 1958 - 1 etapa de la Dauphiné Libéré 1959 - Tour de Champagne, más 1 etapa - 1 etapa del Tour de Francia - 1 etapa del Gran Premio de Midi Libre 1960 - Tour de Champagne, más 1 etapa - 1 etapa de la Dauphiné Libéré - 1 etapa del Gran Premio de Midi Libre | 1961 - Tour du Var, más 1 etapa - 1 etapa del Tour de Francia - 2 etapas del Gran Premio de Midi Libre 1962 - 2 etapas del Tour de Francia 1964 - 1 etapa del Gran Premio de Midi Libre 1966 - Gran Premio de Espéraza |

## Resultados en las grandes vueltas
| Carrera         | 1958 | 1959 | 1960 | 1961 | 1962 | 1963 | 1964 | 1965 | 1966 | 1967 | 1968 |
| --------------- | ---- | ---- | ---- | ---- | ---- | ---- | ---- | ---- | ---- | ---- | ---- |
| Giro de Italia  | -    | -    | -    | -    | -    | -    | -    | -    | -    | -    | -    |
| Tour de Francia | -    | 32.º | Ab.  | 40.º | 22.º | 30.º | 59.º | 64.º | 80.º | -    | -    |
| Vuelta a España | -    | -    | -    | -    | -    | -    | 13º  | 28º  | -    | 73.º | -    |
| Mundial en Ruta | -    | -    | -    | -    | -    | -    | -    | -    | -    | -    | -    |